# Лойнас, Дульсе Мария
Ду́льсе Мария Лойна́с Муньос (исп. Dulce María Loynaz Muñoz; 10 декабря 1902, Гавана — 27 апреля 1997, там же) — кубинская поэтесса.

## Биография
Дочь генерала Освободительной армии Кубы, автора слов кубинского национального гимна Энрике Лойнаса дель Кастильо (1871—1963). Выросла в обеспеченной семье, интересовавшейся искусством и словесностью. Дебютировала стихами в периодике в 1919 году. Окончила Гаванский университет в 1927 году, получила юридическое образование, вела скромную частную практику до 1961 года. Много путешествовала по Ближнему Востоку, Латинской Америке, Испании, жила на Канарских островах. Участвовала в церковной жизни, занималась благотворительностью. Публиковалась в испанской и кубинской прессе. Дружила с Хуаном Рамоном Хименесом, Федерико Гарсиа Лоркой, Габриелой Мистраль, Хосе Лесама Лимой, Алехо Карпентьером.
Скончалась от рака в своем старом доме в квартале Ведадо. Похоронена на столичном кладбище Колумба.

## Творчество
Стихи всегда считала одиноким, абсолютно личным занятием и делом случая — в отличие от прозы, в том числе журналистики, эссеистики и эпистолярного жанра, которым отдавала немало времени. Автор романа «Сад» (1951), книги путевых заметок «Лето на Тенерифе» (1958) и др., газетной и журнальной хроники, автобиографической прозы.
С 1959 года прекратила публиковаться на Кубе и — по свидетельству друзей — на долгие годы вообще перестала писать, уйдя во «внутреннюю эмиграцию» и отстранясь от публичности. Вернулась к поэзии и прозе после более чем 25-летнего перерыва. При этом её новые книги и поэтические антологии публиковались преимущественно в Испании (как и большинство книг о ней).

## Книги стихов
- Versos (1950)
- Juegos de agua (1951)
- Poemas sin nombre (1953)
- Últimos días de una casa (1958)
- Poemas escogidos (1985)
- Poemas náufragos (1991)
- Bestiarium (1991)
- Finas redes (1993)
- La novia de Lázaro (1993)
- Poesía completa (1993)
- Melancolía de otoño (1997)
- La voz del silencio (2000)
- El áspero sendero (2001)

## Избранные награды и признание
- Орден Альфонса X Мудрого (1947).
- Кубинский национальный орден Карлоса Мануэля де Сеспедеса «За заслуги» (1947)
- Член Кубинской национальной академии искусства и литературы (1951)
- Крест «За заслуги перед Церковью и Папой» (1955)
- Член-корреспондент Королевской академии изящных искусств в Малаге (1955)
- Член Испанской Королевской Академии (1959)
- Член-корреспондент Кубинской академии языка (1959)
- Член-корреспондент Королевской академии испанского языка (1968)
- Медаль Алехо Карпентьера (Куба, 1982)
- Национальная премия Кубы по литературе (1987)
- Кубинский орден Феликса Варелы первой степени(1988)
- Почётный член Союза писателей и художников Кубы (1988)
- Почетный доктор Гаванского университета (1991)
- Премия «Мигель де Сервантес» (1992)
- Орден Изабеллы Католической (1993).
- Премия Федерико Гарсиа Лорки (Испания, 1993)
- Орден Габриелы Мистраль (Чили, 1996)

К столетию Дульсе Марии Лойнас (2002) выпущена кубинская марка с её изображением (см.: ). В Гаване с 2005 действует культурный центр имени поэтессы.
Поэзия Дульсе Марии Лойнас представительно переведена на английский язык. На её стихи писала музыку испанский композитор Мерседес Савала.